# Geolimnichus endroedyi
Geolimnichus endroedyi är en skalbaggsart som beskrevs av Carles Hernando och Ignacio Ribera 2003. Geolimnichus endroedyi ingår i släktet Geolimnichus och familjen lerstrandbaggar. Inga underarter finns listade i Catalogue of Life.